# Калијум нитрит
Калијум нитрит је со калијума чија је молекулска формула .
Добија се редукцијом калијум нитрата оловом :
или услед његовог термичког разлагања:
2
Калијум нитрит је бела или златна чврста супстанција. Густина калијум нитрита износи 1,92 g/cm³. Веома добро се раствара у води (на температури 20° на 100 cm³ , на температури 100°C 413 g на 100 cm³). Раствор има слабе базне особине. Температура топљења калијум нитрита износи 440 °C. На већој температури он се разлаже:
Калијум нитрит је оксиданс, мада под неким условима може да покаже редукционе особине.
У великим количинама калијум нитрит има смртоносно дејство (LD50зечеви(преко уста) износи 200 mg/kg). Сем тога, услед реакције KNO2 са аминима који настају услед разлагања беланчевина у организму могу да настану канцерогена једињења.
Калијум нитрит се користи за производњу боја, у фотографији, за конзервирање хране (ознака EWG - E249). Због штетног дејства калијум нитрита препоручује се ограничавање њихове употребе.